# James Duane

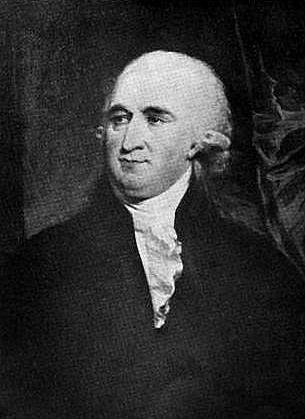
James Duane

James Duane (* 6. Februar 1733 in New York City; † 1. Februar 1797 in New York City oder Duanesburg, New York) war ein US-amerikanischer Jurist und Politiker. Im Jahr 1778 gehörte er in Philadelphia zu den Unterzeichnern der Konföderationsartikel.
Nach Abschluss seiner Schulausbildung und einem Studium der Rechtswissenschaften wurde James Duane am 3. August 1754 in die Anwaltskammer aufgenommen, woraufhin er als Jurist zu praktizieren begann. 1762 wurde er Justizbeamter (Clerk) am Kanzleigericht (Chancery Court) von New York City. Nach einer Tätigkeit als Attorney General der Provinz New York im Jahr 1767 kehrte er in seine private Kanzlei zurück.
Duane fungierte 1774 als Indianerbeauftragter der Provinz, ehe er im Jahr darauf im Zuge der Amerikanischen Revolution zunächst zum Delegierten des Provinzialkonvents und später zum Mitglied des Revolutionskomitees gewählt wurde. Zwischen 1776 und 1783 nahm er an den Sitzungen des Kontinentalkongresses teil. Außerdem saß er von 1776 bis 1777 im Provinzialkongress sowie von 1782 bis 1785 und von 1788 bis 1790 im Senat von New York. Zwischenzeitlich übte er von 1784 bis 1789 das Amt des Bürgermeisters von New York aus, wobei er als Nachfolger des Loyalisten David Mathews der erste Patriot auf diesem Posten war.
Im Jahr 1788 war Duane einer der Delegierten beim Staatskonvent, der die Verfassung der Vereinigten Staaten für New York ratifizierte. Anschließend wurde er am 25. September 1789 von US-Präsident George Washington zum Richter am Bundesbezirksgericht für New York ernannt; er nahm seine Pflichten von seinem Amtsantritt am folgenden Tag bis zu seinem Rücktritt am 17. März 1794 wahr. Sein Sitz fiel an John Laurance. Wo Duane am 1. Februar 1797 starb, ist nicht geklärt; beigesetzt wurde er unter der Christ Church in Duanesburg.